# Bobè
Bobè est l'un des neuf arrondissements de la commune de Bantè dans le département du Collines au Bénin.

## Géographie
Bobè est situé au centre du Bénin et compte 3 villages que sont Assaba, Bobè et Djagbalo.

## Démographie
Selon le recensement de la population de 2013 conduit par l'Institut national de la statistique et de l'analyse économique (INSAE), Bobè compte 7 494 habitants  .

### Galerie de photos

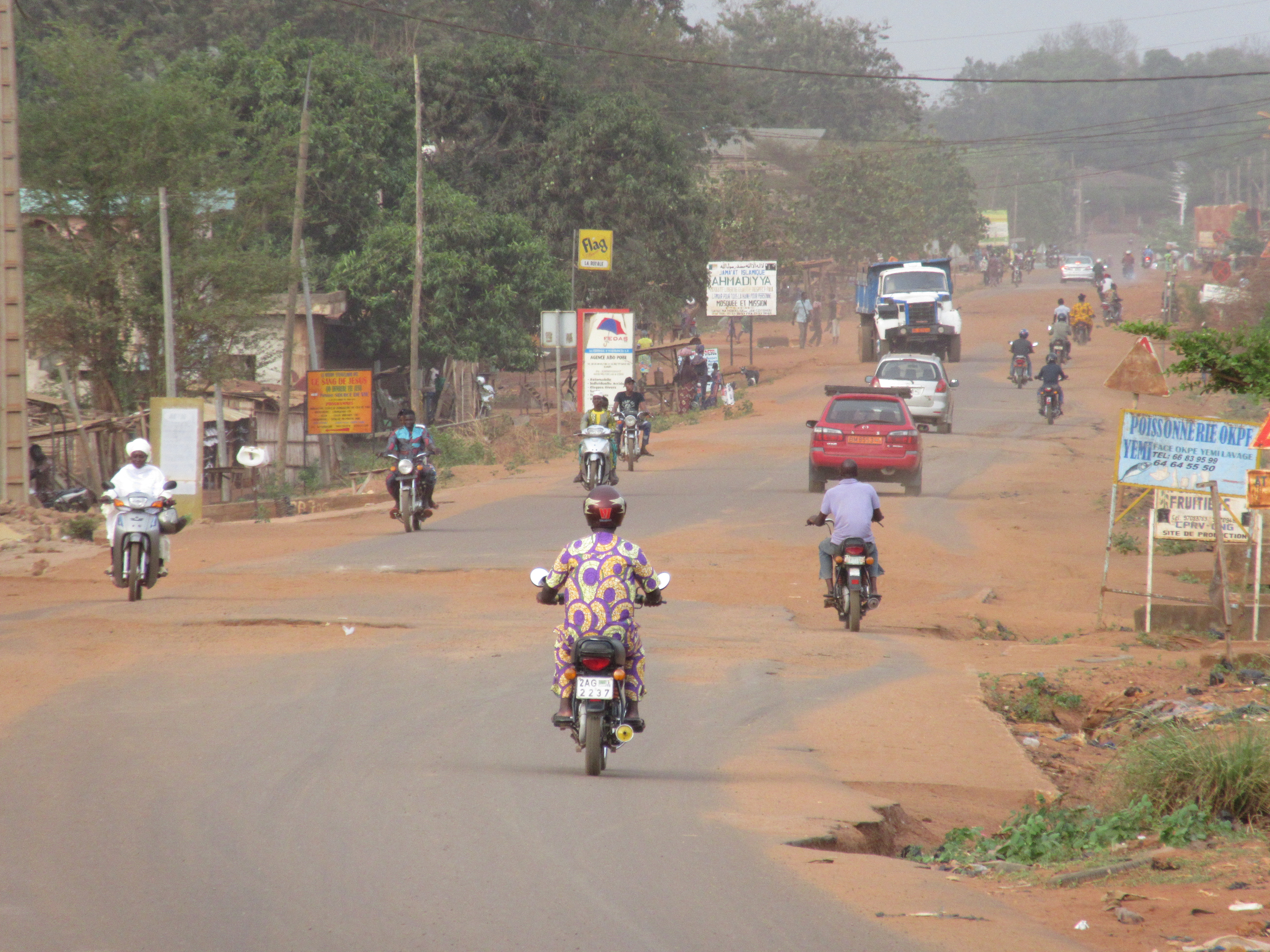
Le transport à Pobé
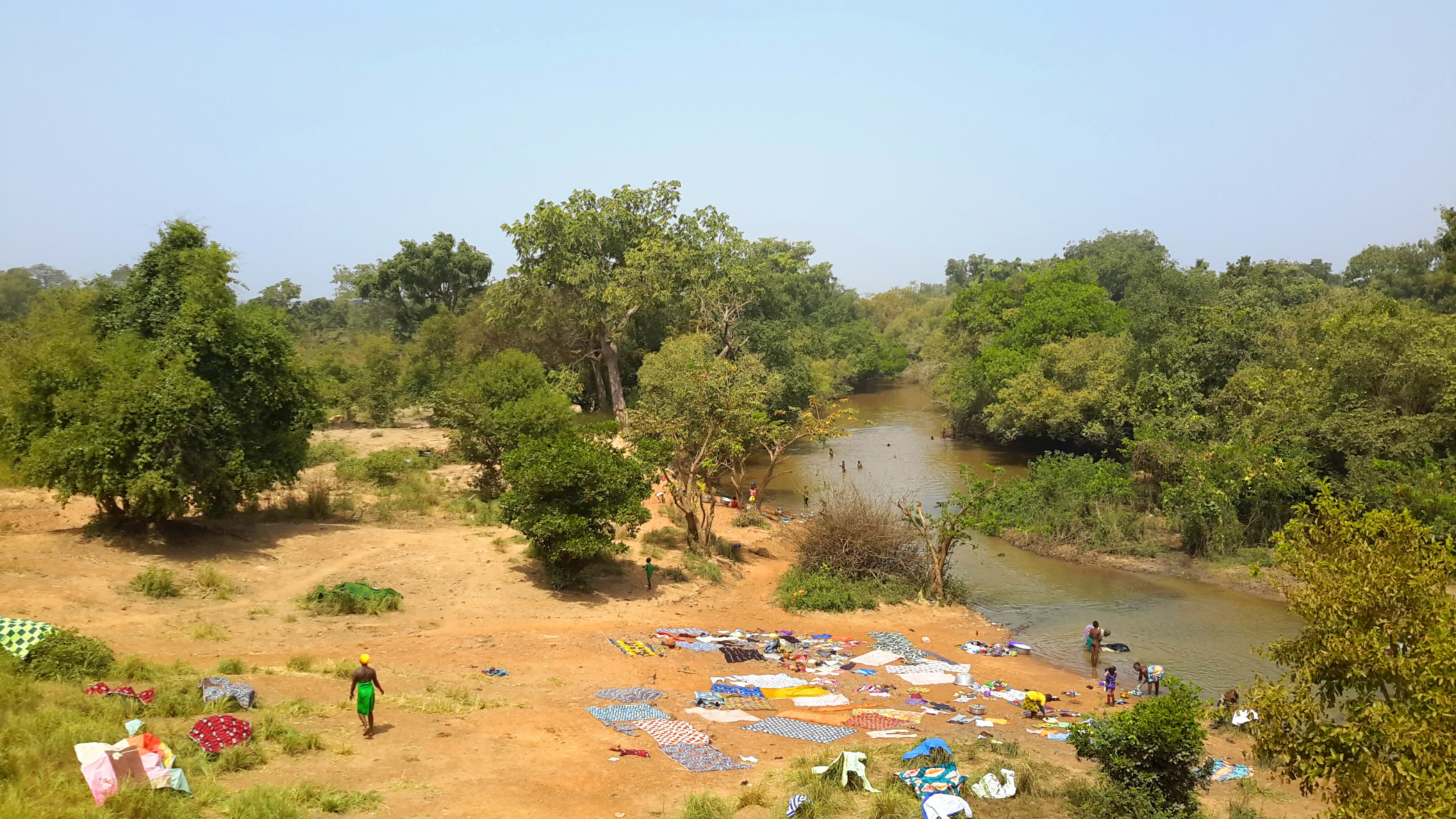
Vue panoramique sur la forêt de BOBE au Bénin
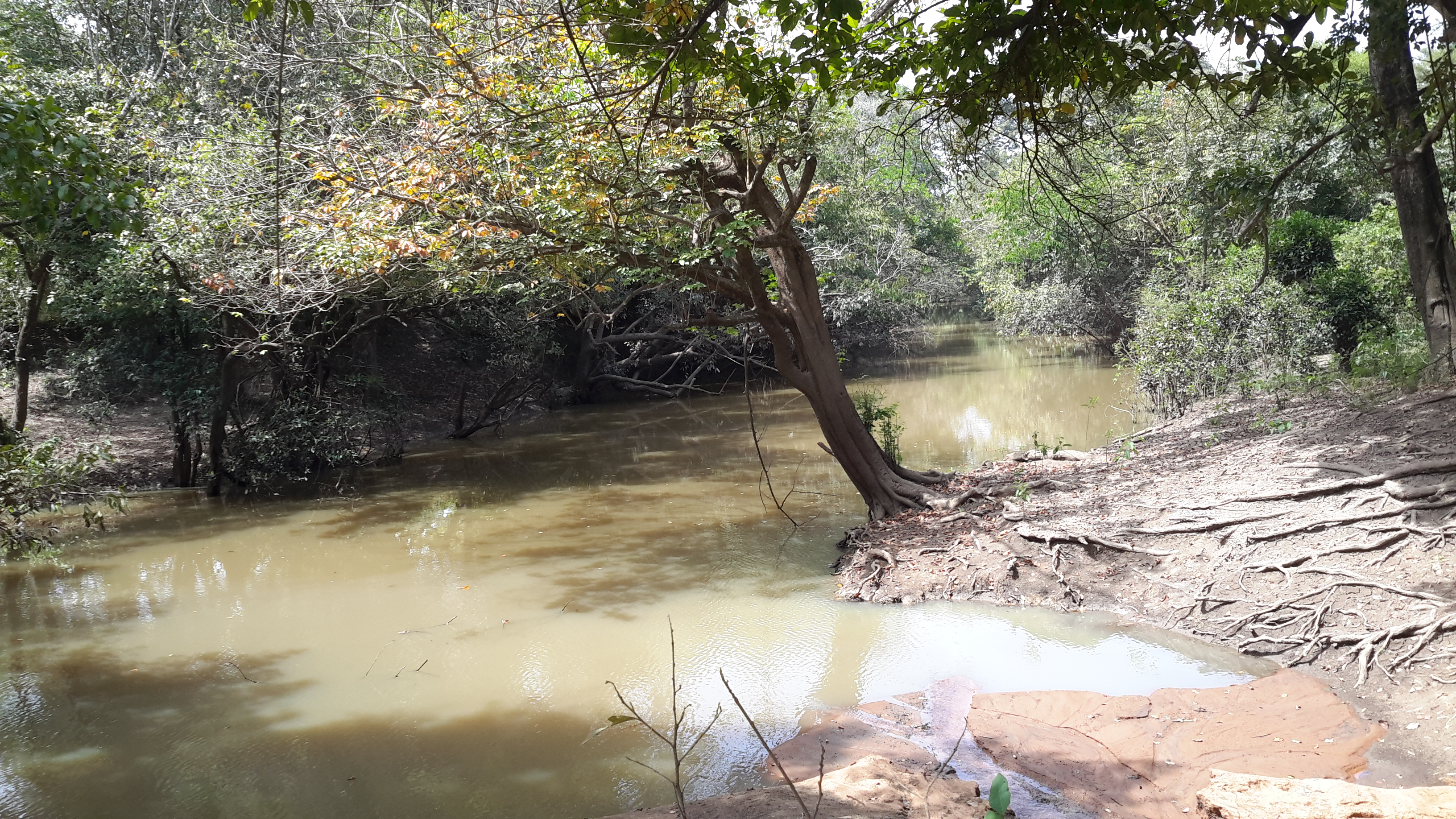
Forêt galerie à Bobè